# І світло в тьмі світить
«І світло в тьмі світить»[джерело?] (також відомі назви «Нічне сонце», «Відлюдник», «Сонце світить навіть вночі»; італ. Il sole anche di notte) — фільм братів Паоло и Вітторіо Тавіани 1990 року, поставлений за мотивами повісті Льва Толстого «Отець Сергій». Творцями картини дію перенесено з Росії до Неаполітанського королівства, однак фабула твору була збережена.
Фільм брав участь у конкурсній програмі  Каннського кінофестивалю 1990 року. Композитор Микола Пйовані отримав премію «Срібна стрічка» Італійського синдикату кіножурналістів.

## Сюжет
Кадет Серджіо Джирамондо, як один з найкращих учнів, повинен стати адютантом короля Неаполя Карла VII. Однак його батьки походять із дрібних дворян, що може перешкодити йому в вищому суспільстві. Король, відчуваючи прихильність до Серджіо, сватає його до молодої герцогині Христині дель Карпіо із знатного дворянського роду. Це повинно сильно зміцнити позиції Серджіо при дворі короля. Познайомившись, молоді люди щиро закохуються.
Перед самим весіллям Серджіо зізнається нареченій, що спочатку зблизився з нею заради кар'єри, щоб потрапити у вищий світ, однак зараз по-справжньому любить її. У свою чергу, Христина наважується розповісти йому, що цілий рік була коханкою короля, і тільки в зв'язку з цією обставиною її сім'я прийняла Серджіо. Приголомшений цією звісткою і ураженого в своїх почуттях, Серджіо йде в монастир. Потім Серджіо стає відлюдником, оселившись на горі замість недавно померлого тут ченця.
Проїжджаюча неподалік нудьгуюча жінка на ім'я Аурелія посперечалася з друзями, що переночує у Серджіо. Вночі вона намагається спокусити його, проте Серджіо, борючись зі спокусою, відрубав собі палець. Аурелія була вражена його вчинком. Поступово про Серджіо поширюється слава як про «святу» людину, до нього починають приходити паломники за благословенням і стражденні позбутися хвороб. Під час чергового візиту паломників до Серджіо прийшов торговець зі своєю дочкою Матільдою, яка страждає на психічний розлад. Їй вдається спокусити його, і на ранок, прокинувшись в ліжку з нею, Серджіо тікає і починає мандрувати.

## В ролях
| Актор             | Роль                  |
| ----------------- | --------------------- |
| Джуліан Сендс     | Серджіо Джирамондо    |
| Настасія Кінскі   | Крістіна дель Карпіо  |
| Патриція Мілларде | Аурелія               |
| Шарлотта Генсбур  | Матильда              |
| Массимо Бонетті   | князь Сантобоно       |
| Рюдігер Фоглер    | король Карл           |
| Памела Віллорезі  | Джузеппіна Джирамондо |
| Маргарита Лосано  | мати Серджіо          |